# A95 road
Die A95 ist eine Fernstraße in Schottland. Sie verbindet die A9 nördlich von Aviemore in der Region Highland mit der A98 zwischen Portsoy und Banff in Aberdeenshire.
Von der A9 nördlich von Aviemore abzweigend, folgt sie zunächst weitgehend dem Lauf des Flusses Spey an dessen Nordseite. Sie verläuft durch eine dünnbesiedelte Region der Highlands. In Grantown-on-Spey mündet die A939 ein und die A95 wird auf einer Brücke über den Spey geführt. Östlich von Cromdale wird die Council Area Moray erreicht, wo die Straße bei Ballindalloch den Avon quert. Sie durchquert die Städte Charlestown of Aberlour und Craigellachie, wo die A941 kreuzt. Nach der Querung des Fiddich, verlässt die A95 den Lauf des Spey und verläuft weiter in nordöstlicher Richtung bis Keith, wo sie für wenige Kilometer zusammen mit der A96 geführt wird. Den Isla zwei Mal kreuzend erreicht die A95 schließlich Aberdeenshire. Nach einer Gesamtlänge von 102 km endet die Straße schließlich mit ihrer Einmündung in die A98 zwischen Portsoy und Banff, unweit der Südküste des Moray Firth.

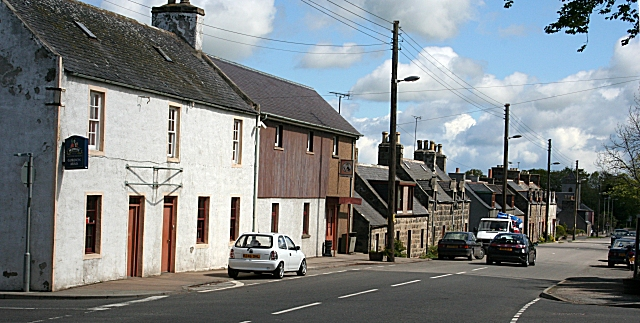
Ortsdurchfahrt von Cornhill
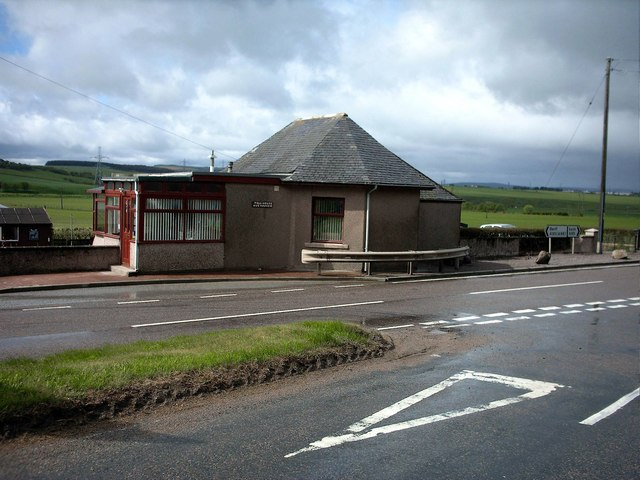
Ehemalige Zollstation an der A95
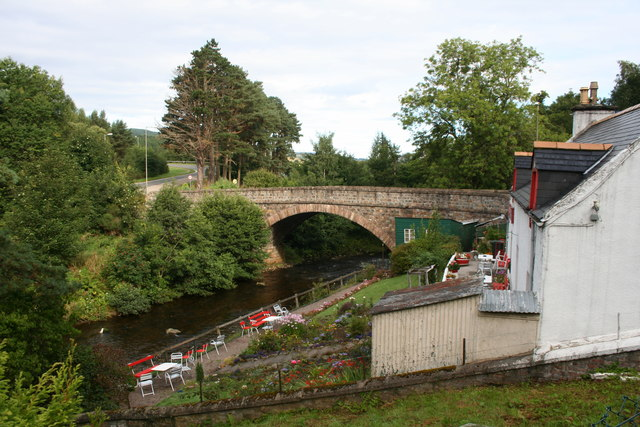
Querung des Fiddich